# Brice Dessert
Brice Dessert (* 25. März 2003 in Pontoise) ist ein französischer Basketballspieler.

## Werdegang
Dessert spielte im Nachwuchs der Vereine Moissy Basket Club und US Ris Orangis, 2018 wechselte er ans Leistungszentrum INSEP.
Im Sommer 2021 unterschrieb er einen Vertrag beim Zweitligisten Rouen Métropole Basket. Ab seinem zweiten Jahr als Berufsbasketballspieler war Dessert in der ersten Liga Frankreichs tätig, stand zunächst in Diensten von ADA Blois Basket 41.
In der Sommerpause 2024 verpflichtete sich Dessert bei Blois’ Ligakonkurrenten SIG Straßburg. Er kam in der Saison 2024/25 in der französischen Ligue Nationale de Basket auf Mittelwerte von 9 Punkten sowie 5 Rebounds je Begegnung. Ende 2025 wurde sein Wechsel zu Anadolu Efes SK bekannt. Dessert erhielt von dem türkischen Verein einen Vierjahresvertrag.

### Nationalmannschaft
2019 wurde Dessert mit Frankreichs U16-Nationalmannschaft in Italien Zweiter der Europameisterschaft. Zwei Jahre später gewann er mit der U19-Auswahl bei der Weltmeisterschaft ebenfalls Silber. Im Oktober 2024 wurde Dessert erstmals in die Herrennationalmannschaft berufen und kam im Folgemonat gegen Zypern zu einem ersten Länderspieleinsatz.